# Харитони (зупинний пункт)
Харито́ни (біл. Харытоны) — зупинний пункт Берестейського відділення Білоруської залізниці в Берестейському районі Берестейської області. Розташований на південно-східній околиці села Харитони; на лінії Барановичі-Центральні — Берестя-Центральний, між зупинними пунктами Нагорани та Кошелево.